# Alvaro Magaña Borja
Álvaro Alfredo Magaña Borja, född 8 oktober 1925 i Ahuachapán, El Salvador, död 10 juli 2001 i San Salvador, var president i El Salvador från 1982 till 1984. Magaña var bankchef innan han valdes till president. Han svors in av Roberto D'Aubuisson efter att USA vägrat erkänna honom på grund av påstådda anknytningar till dödspatruller. Han var den första valda presidenten i El Salvador efter juntastyret 1979-1980. Han tog en master vid University of Chicago 1995.